# Michel Delpech
Michel Delpech, właśc. Jean-Michel Delpech (ur. 26 stycznia 1946 w Courbevoie, zm. 2 stycznia 2016 w Puteaux) – francuski piosenkarz, popularny w latach 60. i 70. Szczególne uznanie zyskał przebojem „Pour un flirt” (1971).

## Dyskografia (wybór)
Albumy studyjne
- 1966: Inventaire 66
- 1969: Il y a des jours où on ferait mieux de rester au lit
- 1970: Album
- 1974: Le chasseur
- 1975: Quand j’étais chanteur
- 1979: 5000 kilomètres
- 1986: Oubliez tout ce que je vous ai dit
- 1991: Les Voix du Brésil
- 1997: Le Roi de rien
- 1999: Cadeau de Noël
- 2004: Comme Vous
- 2006: Michel Delpech &
- 2009: Sexa

Single
- 1964: Anatole
- 1971: Pour un flirt
- 1981: Bombay
- 1985: Loin d’Ici

Kompilacje
- 1990: J’étais un ange
- 1999: Fan de toi, 2 CDs
- 2008: Fan de toi, 3 CDs
- 2008: Les 100 plus belles chansons
- 2009: Best of

Na żywo
- 1972: Olympia 1972
- 2005: Ce lundi-là au Bataclan
- 2007: Live au Grand Rex